# Любовное зелье
«Любовное зелье» («Приворотное зелье», англ. The Love Potion) — картина Эвелин де  Морган, написанная в 1903 году и изображающая ведьму и фамильяра в образе чёрного кота у её ног.
По словам Элизы Лотон Смит картина отображает «увлечение прерафаэлитов средневековой тематикой и декоративными деталями».